# Обикновен сенокосец
Обикновните сенокосци (Phalangium opilio) са вид паякообразни от семейство Phalangiidae.
Таксонът е описан за пръв път от Карл Линей през 1761 година.